# Sitail
Sitail is een bestuurslaag in het regentschap Tegal van de provincie Midden-Java, Indonesië. Sitail telt 2097 inwoners (volkstelling 2010).